# Sud-Ouest SO.1221 Djinn
Sud-Ouest S.O.1221 Djinn — лёгкий двухместный вертолёт с реактивным (компрессорным) приводом несущего винта. Разработан и производился французским предприятием Sud-Ouest (позже Sud Aviation) с 1954 по середину 1960-х годов. Единственный на настоящее время серийно строившийся реактивный вертолёт.

## Конструкция вертолёта
Для привода несущего винта была применена реактивная, а именно компрессорная, схема привода. Силовой установкой вертолёта был турбокомпрессор Turbomeca Palouste — сжатый воздух от последнего подавался в лопасти несущего винта и выбрасывался из сопел на законцовках лопастей. Такая схема позволила избежать реактивного момента от несущего винта — что, в свою очередь, исключило необходимость в рулевом винте, трансмиссии несущего ротора и в целом — радикально упростило конструкцию вертолёта.
Фюзеляж вертолёта был выполнен в виде лёгкой конструкции с ферменной хвостовой балкой. Силовая установка размещалась непосредственно за кабиной пилотов. На конце хвостовой балки было расположено простое горизонтальное и вертикальное оперение.

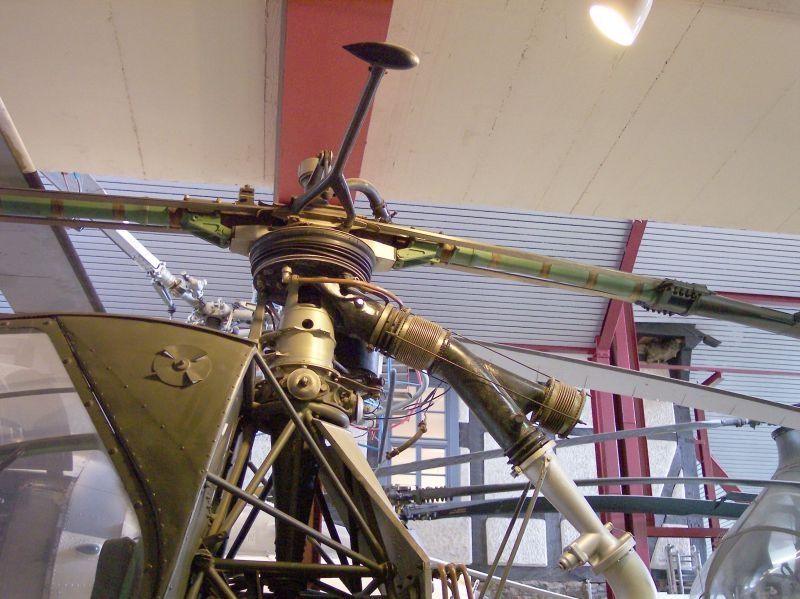
Ротор с воздуховодом

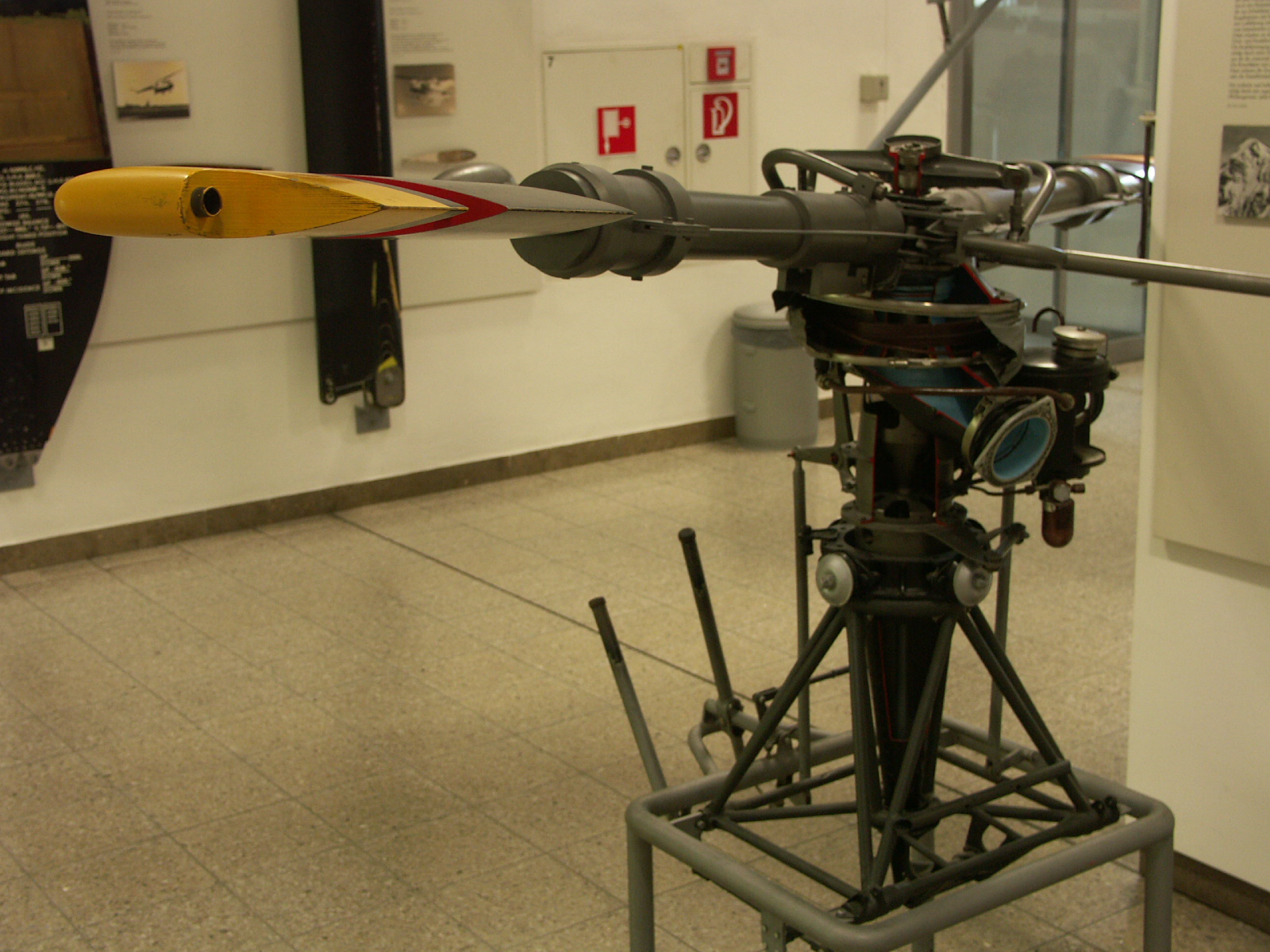
Несущий ротор с соплом на законцовке лопасти

## Производство и применение
Прототип вертолёта совершил первый полёт в декабре 1953. Французская армия заказала 22 машины для оценочных испытаний. Три машины были приобретены армией США для тех же целей и обозначались YHO-1. В общей сложности французская армия приобрела 100 вертолётов. Они использовались в целях разведки, связи, наблюдения, и обучения пилотов. Шесть машин было приобретено армией ФРГ.
Всего, к окончанию производства в середине шестидесятых годов, было произведено 178 вертолётов. Некоторые из них были проданы гражданским покупателям и использовались для авиационных химических работ в сельском хозяйстве.
Как и другие вертолёты с реактивным приводом несущего винта, наряду с преимуществами этого типа машин, «Джинн» имел и все присущие им недостатки, главные из которых — высокий расход топлива и относительно малая скорость полёта.

## Летно-технические характеристики
Экипаж: 2
Длина: 5,30 м
Диаметр несущего винта : 11 м
Вес пустого: 360 кг.
Максимальный взлётный вес : 800 кг.
Силовая установка: 1 турбокомпрессор Turbomeca Palouste IV, мощность 179 кВт (240 л.с.)
Максимальная скорость: 130 км/ч.
Продолжительность полета: 2 часа 15 минут.